# Upplands runinskrifter 290
Upplands runinskrifter 290, överst till vänster på bilden, är ett försvunnet vikingatida runstensfragment som funnits i Vik, Hammarby socken och Upplands Väsby kommun. Fragmentet har varit försvunnet länge. Johan Peringskiöld rapporterade att det låg i närheten av U 289 (till höger på bilden). Det är oklart om detta fragment utgjort en del av samma runsten som fragmentet U 291 (nederst till vänster på bilden).

## Inskriften
Translitterering av runraden:
[... uk × k(i)... ... f...]
Normalisering till runsvenska:
... ok ... ... ...
Översättning till nusvenska:
... och ...